# Ava Gardner

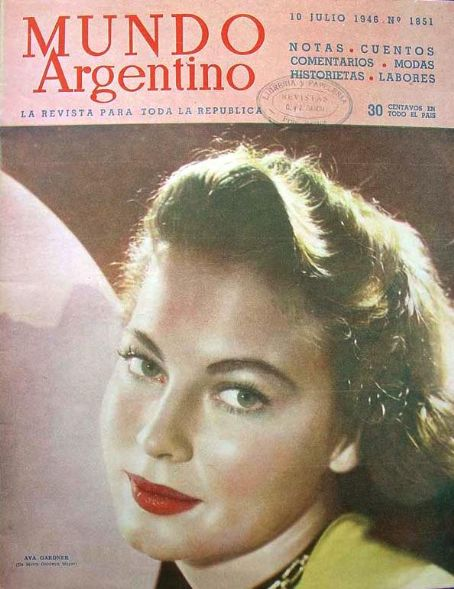
Ava Gardner

Ava Lavinia Gardner (n. 24 decembrie 1922, Grabtown, North Carolina – d. 25 ianuarie 1990, Londra) a fost o actriță americană.

## Biografie
Ava a fost descoperită prin fotografiile făcute în atelierul fotografic al cumnatului ei. La început a jucat roluri secundare în diferite filme. Însă prin frumusețea și erotismul ei a reușit să facă carieră, după căsătoria cu actori renumiți ca Mickey Rooney, Artie Shaw și Frank Sinatra. Unul dintre succesele ei a fost rolul jucat în filmul "The Killers" alături de Burt Lancaster. Pe plan internațional a devenit cunoscută prin filmele "The Snows of Kilimanjaro" (Zăpezile de pe Kilimanjaro), unde a jucat alături de Gregory Peck, sau în filmul "Mogambo" alături Clark Gable. Pentru filmul Mogambo a fost nominalizată în 1953 pentru premiul Oscar.

## Filmografie
- 1941 Shadow of the Thin Man, regia W. S. Van Dyke : Passerby (nemenționată)
- 1941 H.M. Pulham, Esq., regia King Vidor : Young Socialite (nemenționată)
- 1941 Babes on Broadway, regia di Busby Berkeley : Pitt-Astor Girl (nemenționată)
- 1942 Joe Smith - American, regia Richard Thorpe : Miss Maynard, Secretary
- 1942 This Time for Keeps : Girl in car lighting cigarette
- 1942 Kid Glove Killer, regia Fred Zinnemann : Car Hop
- 1942 Sunday Punch, regia David Miller : Ringsider
- 1942 Calling Dr. Gillespie, regia Harold S. Bucquet : Graduating student at Miss Hope's
- 1942 Reunion in France, regia Jules Dassin : Marie, a salesgirl
- 1943 Hitler's Madman, regia Douglas Sirk : Franciska Pritric a Student
- 1943 Fantome dezlănțuite (Ghosts on the Loose), regia William Beaudine : Betty
- 1943 Young Ideas, regia Jules Dassin : Co-ed
- 1943 Du Barry Was a Lady, regia Roy Del Ruth : Perfume Girl
- 1943 Swing Fever, regia Tim Whelan : Receptionist
- 1943 Lost Angel, regia Roy Rowland : Hat Check Girl (nemenționată)
- 1944 Two Girls and a Sailor, regia Richard Thorpe : Dream Girl
- 1944 Three Men in White, regia Willis Goldbeck : Jean Brown
- 1944 Maisie Goes to Reno, regia Harry Beaumont : Gloria Fullerton
- 1944 Blonde Fever, regia Richard Whorf : Bit Role (nemenționată)
- 1945 She Went to the Races, regia Willis Goldbeck : Hilda Spotts
- 1946 Whistle Stop, regia Léonide Moguy : Mary
- 1946 Ucigașii (The Killers), regia Robert Siodmak : Kitty Collins
- 1947 Singapore, regia John Brahm : Linda Grahame/Ann Van Leyden
- 1947 The Hucksters, regia Jack Conway : Jean Ogilvie
- 1948 One Touch of Venus, regia William A. Seiter : Venus
- 1949 The Bribe, regia Robert Z. Leonard : Elizabeth Hintten
- 1949 Jucătorul (The Great Sinner), regia Robert Siodmak : Pauline Ostrovsky
- 1949 East Side, West Side, regia Mervyn LeRoy : Isabel Lorrison

- 1951 Pandora și olandezul zburător (Pandora and the Flying Dutchman), regia Albert Lewin : Pandora Reynolds
- 1951 Trecutul meu interzis (My Forbidden Past), regia Robert Stevenson : Barbara Beaurevel
- 1951 Spectacolul vieții (Show Boat), regia George Sidney : Julie LaVerne
- 1952 Steaua singuratică (Lone Star), regia Vincent Sherman : Martha Ronda
- 1952 Zăpezile de pe Kilimanjaro, regia Henry King : Cynthia Green
- 1953 Cavalerii mesei rotunde (Knights of the Round Table), regia Richard Thorpe : Guinevere
- 1953 Ferma lui Cameron (Ride, Vaquero!), regia John Farrow : Cordelia Cameron
- 1953 The Band Wagon, regia Vincente Minnelli : Herself
- 1953 Aventură în junglă (Mogambo), regia John Ford : Honey Bear Kelly
- 1954 Contesa desculță (The Barefoot Contessa), regia Joseph L. Mankiewicz : Maria Vargas
- 1956 Bhowani Junction, regia George Cukor : Victoria Jones
- 1957 The Little Hut, regia Mark Robson : Lady Susan Ashlow
- 1957 The Sun Also Rises, regia Henry King : Lady Brett Ashley
- 1958 Maja nudă (The Naked Maja), regia Henry Koster : Maria Cayetana, Duchess of Alba
- 1959 Ultimul țărm (On the Beach), regia Stanley Kramer : Moira Davidson

- 1960 The Angel Wore Red, regia Nunnally Johnson : Soledad
- 1963 55 de zile la Pekin (55 Days at Peking), regia Nicholas Ray : Baroness Natalie Ivanoff
- 1964 Șapte zile în luna mai (Seven Days in May), regia John Frankenheimer : Eleanor Holbrook
- 1964 Noaptea iguanei (The Night of the Iguana), regia John Huston : Maxine Faulk
- 1966 Biblia (The Bible: In The Beginning), regia John Huston : Sarah
- 1968 Mayerling, regia Terence Young : Empress Elizabeth

- 1970 Tam-Lin, regia Roddy McDowall : Michaela Cazaret
- 1974 Viața și epoca judecătorului Roy Bean (The Life and Times of Judge Roy Bean), regia John Huston : Lily Langtry
- 1974 Cutremurul (Earthquake), regia Mark Robson : Remy Royce-Graff
- 1975 Permis pentru crimă (Permission to Kill), regia Cyril Frankel : Katina Petersen
- 1976 Pasărea albastră (The Blue Bird), regia George Cukor : Luxury
- 1976 Podul Cassandra (The Cassandra Crossing), regia George Pan Cosmatos : Nicole Dressler
- 1977 Santinela damnaților (The Sentinel), regia Michael Winner : Miss Logan
- 1979 Oraș în flăcări (City on Fire), regia Alvin Rakoff : Maggie Grayson

- 1980 Răpirea unui preșsdinte (The Kidnapping of the President), regia George Mendeluk : Beth Richards
- 1981 Misionarul iubirii (Priest of Love), regia Christopher Miles : Mabel Dodge Luhan
- 1982 Regina Roma, regia Jean-Yves Prate : Mama

### Filme de scurt metraj
| Anul | Titlu                        | Rol                          |
| ---- | ---------------------------- | ---------------------------- |
| 1941 | Fancy Answers                | Girl at Recital              |
| 1942 | We Do It Because-            | Lucretia Borgia              |
| 1942 | Mighty Lak a Goat            | Girl at the Bijou box office |
| 1949 | Some of the Best             | Herself                      |
| 1964 | On the Trail of the Iguana   |                              |
| 1968 | Vienna: The Years Remembered | Herself                      |

### Televiziune
| Anul | Titlu                                      | Rol               |
| ---- | ------------------------------------------ | ----------------- |
| 1985 | A.D.                                       | Agrippina         |
| 1985 | Knot's Landing                             | Ruth Galveston    |
| 1985 | Lunga vară fierbinte (The Long Hot Summer) | Minnie Littlejohn |
| 1986 | Harem , regia William Hale                 | Kadin             |
| 1986 | Maggie                                     | Diane Webb        |

## Premii și nominalizări
| Anul | Film                         | Rol              | Note |
| ---- | ---------------------------- | ---------------- | --- |
| 1953 | Aventură în junglă (Mogambo) | Honey Bear Kelly | Nominalizată pentru — Academy Award for Best Actress                                                                      |
| 1956 | Bhowani Junction             | Victoria Jones   | Nominalizată- de BAFTA ca cea mai bună actriță străină                                                                    |
| 1959 | Ultimul țărm (On the Beach)  | Moira Davidson   | Nominalizată- de BAFTA ca cea mai bună actriță străină                                                                    |
| 1964 | Noaptea iguanei              | Maxine Faulk     | Nominalizată- de BAFTA ca cea mai bună actriță străină Nominalizată pentru — Golden Globe pentru cel mai bun film - Dramă |